# Leydnerflaske
En Leydnerflaske (også kaldet Leydens flaske) er den først konstruerede kondensator, altså et apparat, der kan oplagre elektricitet i en periode.
I det 18. århundrede brugte man fortrinsvis elektrisermaskiner, når man skulle fremstille elektricitet til forskning og underholdning.
Den første opfinder af leydnerflasken var den tyske videnskabsmand Ewald Georg von Kleist, der i 1747 var kommet på den ide, at man burde kunne opbevare den fremstillede elektricitet, f.eks. ved at komme den på flasker. Han beklædte det indvendige af en glasflaske med sølvfolie og forbandt konstruktionen med en elektrisermaskine. Da denne havde virket i nogen tid, fjernede han flasken og fik et kraftigt stød. Elektriciteten var blevet lagret i flasken.
I 1746 kom den hollandske læge, naturvidenskabsmand og opfinder Petrus van Musschenbroek, der arbejdede på universitetet i Leiden på de samme tanker og konstruerede en lignende flaske. Det blev på grundlag af hans beskrivelser af opfindelsen, at opfindelsen fik sit navn.
De første flasker kunne være fyldt med vand ud over metalfolien, da man havde en hypotese om, at elektriciteten var en art væske, der kunne opløses i vand. De var forsynet med metalfolie både indvendigt og udvendigt. De to folier var ikke forbundet og udgjorde dermed de to plader i en kondensator med glasset som dielektrikum. Leydnerflasker blev gerne udformet med en (evt. vinkelbøjet) metalstang på halsen, afsluttet med en metalkugle. Med denne kugle kunne man overføre den ofte højspændte ladning til isolatorer som f.eks. plader af lak. Ved at drysse harpikspulver på, ville pulveret sættes sig, hvor ladningen var overført.